# SIAI S.51
Die SIAI S.51 war ein Rennflugboot des italienischen Herstellers SIAI. SIAI entwickelte das Flugzeug für die Teilnahme an der Schneider-Trophy 1922.

## Geschichte
Der 1922 zu SIAI gewechselte Chefkonstrukteur Alessandro Marchetti verwarf wegen zu geringer Erfolgsaussichten die Pläne, mit der S.25 ein weiteres Mal an der Schneider-Trophy teilzunehmen. Er konstruierte hierfür die S.51, ein neues, moderneres Rennflugboot. Auf den ersten Blick überzeugte das Flugboot durch seine saubere aerodynamische Ausbildung. Der Testpilot Alessandro Passaleva nahm im August 1922 am Rennen zwischen Neapel-Posillipo und Torre del Greco teil (13 Runden à 28,5 km über dem Golf von Neapel), jedoch wurde das Boot durch starke Motorschwingungen beschädigt, so dass es zu einem Wassereintritt kam. Die Maschine kam auf der 370 km langen Strecke auf eine Durchschnittsgeschwindigkeit von 220 km/h. Der Gewinner des Rennens, eine Supermarine Sea Lion mit einem 450-PS-Motor war nur 4 km/h schneller. Bei Testflügen stellte die S.51 jedoch mit 280,122 km/h einen neuen Weltrekord auf. Auf die geplante Teilnahme an der 22. Schneider-Trophy konnte man jedoch verzichten, da die Konkurrenz mit V12-Motoren, die 450 PS und mehr leisteten, an den Start ging (Zum Beispiel Curtiss D-12).

## Konstruktion
Abweichend von den Vorgängermodellen war die S.51 nur ein Eineinhalbdeckerflugboot mit einem edelholzbeplankten Bootsrumpf. Der Motor saß, wie bei den Vorgängern auf einem aus Rohren aufgebauten Gestell über dem Rumpf. Die S.51 hatte ein einsitziges offenes Cockpit mit Windschutzscheibe. Die Holz-Tragflächen waren, wie auch schon bei den Vorgängermaschinen SIAI S.8 bis SIAI S.23, stoffbespannt. Die S.51 war für die geplante Teilnahme an der Schneider-Trophy mit einem Hispano-Suiza 42 mit 300 PS und einem Zweiblatt-Druckpropeller ausgerüstet worden.

## Technische Daten
| Kenngröße            | Daten                                    |
| -------------------- | ---------------------------------------- |
| Besatzung            | 1                                        |
| Antrieb              | ein Hispano-Suiza 42 mit 300 PS (221 kW) |
| Reisegeschwindigkeit | 235 km/h                                 |